# Asienspiele 2010/Fußball
Bei den Asienspielen 2010 in China wurden vom 7. bis zum 25. November 2010 zwei Wettbewerbe im Fußball ausgetragen. Am Turnier der Männern nahmen 24 Mannschaften teil, bei den Frauen waren es sieben Mannschaften. Ausgetragen wurden die Spiele komplett in Guangzhou.
Wie seit dem Turnier 2002 in Busan wurden bei den Männern nur U-23-Mannschaften zugelassen, die mit maximal drei älteren Athleten verstärkt werden durften. Diese Einschränkung gab es bei den Frauen nicht.
Das Turnier der Männer gewann Japan mit einem 1:0-Sieg im Finale gegen die Vereinigten Arabischen Emirate. Im Spiel um Bronze setzte sich Südkorea mit 4:3 gegen den Iran durch. Torschützenkönig wurde der Japaner Kensuke Nagai mit fünf Treffern. Bei den Frauen gewann Japan das Finale gegen Nordkorea mit 1:0. Die Bronzemedaille sicherte sich Südkorea mit einem 2:0-Sieg gegen den Gastgeber aus China. Torschützenkönigin wurde die Südkoreanerin Ji So-yun mit fünf Toren.

## Spielorte
Die Spiele wurden in sieben verschiedenen Stadien in Guangzhou ausgetragen. Jeweils zwei Stadien befanden sich in den Stadtbezirken Panyu und Yuexiu, die restlichen nordöstlich in Huadu, Huangpu und Tianhe. Sowohl die beiden Spiele um Bronze als auch die beiden Endspiel fanden im Tianhe Stadium im gleichnamigen Bezirk statt.
Vier der sieben Stadien verfügten über eine Kapazität zwischen 12.500 und 20.000 Zuschauern. Das größte Stadion war das Tianhe Stadium mit einer Kapazität von 56.000 Zuschauern, das kleinste Stadion hingegen, das Huangpu Sports Center, bot nur Platz für 10.000 Zuschauer.
| Huadu                            | Huangpu                                 | Panyu                                     | Panyu                               |
| -------------------------------- | --------------------------------------- | ----------------------------------------- | ----------------------------------- |
| Huadu Stadium Kapazität: 13.395  | Huangpu Sports Center Kapazität: 10.000 | University City Stadium Kapazität: 50.000 | Ying Tung Stadium Kapazität: 14.818 |
|                                  |                                         | Guangzhou University City Stadium         |                                     |
| Tianhe                           | Yuexiu                                  | Yuexiu                                    |                                     |
| Tianhe Stadium Kapazität: 56.000 | Provincial Stadium Kapazität: 27.096    | Yuexiushan Stadium Kapazität: 30.000      |                                     |
| Tianhe Stadium                   | Guangdong Provincial Stadium            | Yuexiushan Stadium                        |                                     |

## Männerturnier

### Teilnehmer
Die Gruppenauslosung fand am 7. Oktober 2010 statt. Die Mannschaften wurden entsprechend ihren Platzierungen beim letzten Fußballturnier der Asienspiele im November/Dezember 2006 auf vier Lostöpfe verteilt und in sechs Gruppen mit jeweils vier Mannschaften gelost. Gastgeber China war bereits als Gruppenkopf der Gruppe A gesetzt.
Mit insgesamt 24 Mannschaften wurde kein neuer Rekord aufgestellt. Von den Teilnehmern 2006 fehlten mit Indonesien, dem Irak, Macau, Syrien und Tadschikistan insgesamt fünf Teams. Wieder dabei war Turkmenistan (letztmals 2002).
| Gruppe A    | Gruppe B           | Gruppe C  |
| ----------- | ------------------ | --------- |
| China       | Iran               | Südkorea  |
| Japan       | Bahrain            | Nordkorea |
| Kirgisistan | Vietnam            | Jordanien |
| Malaysia    | Turkmenistan       | Palästina |
| Gruppe D    | Gruppe E           | Gruppe F  |
| Katar       | Usbekistan         | Irak 1    |
| Kuwait      | Hongkong           | Thailand  |
| Indien      | Ver. Arab. Emirate | Oman      |
| Singapur    | Bangladesch        | Malediven |

Anmerkungen

### Gruppenphase
Die Gruppensieger und -zweiten qualifizierten sich zusammen mit den vier besten Gruppendritten für das Achtelfinale, die restlichen Dritt- und Viertplatzierten schieden aus dem Wettbewerb aus. Bei Punktgleichheit zweier oder mehrerer Mannschaften wurde die Platzierung durch folgende Kriterien ermittelt:
1. Tordifferenz aus allen Gruppenspielen
2. Anzahl Tore in allen Gruppenspielen
3. Anzahl Punkte im direkten Vergleich
4. Tordifferenz im direkten Vergleich
5. Anzahl Tore im direkten Vergleich

#### Gruppe A
| Pl. | Land        | Sp. | S | U | N | Tore    | Diff. | Punkte |
| --- | ----------- | --- | - | - | - | ------- | ----- | ------ |
| 1.  | Japan       | 3   | 3 | 0 | 0 | 008:000 | +8    | 09     |
| 2.  | China       | 3   | 2 | 0 | 1 | 005:400 | +1    | 06     |
| 3.  | Malaysia    | 3   | 1 | 0 | 2 | 002:600 | −4    | 03     |
| 4.  | Kirgisistan | 3   | 0 | 0 | 3 | 002:700 | −5    | 0      |

| 8. November 2010 um 16:00 Uhr (9:00 Uhr MEZ) in Huadu    |   |             |           |
| Malaysia                                                 | – | Kirgisistan | 2:1 (1:1) |
| 8. November 2010 um 19:00 Uhr (12:00 Uhr MEZ) in Tianhe  |   |             |           |
| China                                                    | – | Japan       | 0:3 (0:1) |
| 10. November 2010 um 16:00 Uhr (9:00 Uhr MEZ) in Huadu   |   |             |           |
| Malaysia                                                 | – | Japan       | 0:2 (0:1) |
| 10. November 2010 um 19:00 Uhr (12:00 Uhr MEZ) in Tianhe |   |             |           |
| China                                                    | – | Kirgisistan | 2:1 (0:1) |
| 13. November 2010 um 19:00 Uhr (12:00 Uhr MEZ) in Tianhe |   |             |           |
| China                                                    | – | Malaysia    | 3:0 (0:0) |
| 13. November 2010 um 19:00 Uhr (12:00 Uhr MEZ) in Huadu  |   |             |           |
| Kirgisistan                                              | – | Japan       | 0:3 (0:1) |

#### Gruppe B
| Pl. | Land         | Sp. | S | U | N | Tore    | Diff. | Punkte |
| --- | ------------ | --- | - | - | - | ------- | ----- | ------ |
| 1.  | Iran         | 3   | 3 | 0 | 0 | 006:100 | +5    | 09     |
| 2.  | Turkmenistan | 3   | 1 | 1 | 1 | 008:700 | +1    | 04     |
| 3.  | Vietnam      | 3   | 1 | 0 | 2 | 005:800 | −3    | 03     |
| 4.  | Bahrain      | 3   | 0 | 1 | 2 | 002:500 | −3    | 01     |

| 8. November 2010 um 16:00 Uhr (9:00 Uhr MEZ) in Yuexiu (Provincial)   |   |              |           |
| Vietnam                                                               | – | Bahrain      | 3:1 (1:0) |
| 8. November 2010 um 19:00 Uhr (12:00 Uhr MEZ) in Panyu (University)   |   |              |           |
| Iran                                                                  | – | Turkmenistan | 4:1 (1:0) |
| 10. November 2010 um 16:00 Uhr (9:00 Uhr MEZ) in Yuexiu (Provincial)  |   |              |           |
| Vietnam                                                               | – | Turkmenistan | 2:6 (0:2) |
| 10. November 2010 um 19:00 Uhr (12:00 Uhr MEZ) in Panyu (University)  |   |              |           |
| Iran                                                                  | – | Bahrain      | 1:0 (1:0) |
| 13. November 2010 um 19:00 Uhr (12:00 Uhr MEZ) in Panyu (University)  |   |              |           |
| Iran                                                                  | – | Vietnam      | 1:0 (1:0) |
| 13. November 2010 um 19:00 Uhr (12:00 Uhr MEZ) in Yuexiu (Provincial) |   |              |           |
| Turkmenistan                                                          | – | Bahrain      | 1:1 (0:0) |

#### Gruppe C
| Pl. | Land      | Sp. | S | U | N | Tore    | Diff. | Punkte |
| --- | --------- | --- | - | - | - | ------- | ----- | ------ |
| 1.  | Nordkorea | 3   | 3 | 0 | 0 | 007:000 | +7    | 09     |
| 2.  | Südkorea  | 3   | 2 | 0 | 1 | 007:100 | +6    | 06     |
| 3.  | Palästina | 3   | 0 | 1 | 2 | 000:600 | −6    | 01     |
| 4.  | Jordanien | 3   | 0 | 1 | 2 | 000:700 | −7    | 01     |

| 8. November 2010 um 16:00 Uhr (9:00 Uhr MEZ) in Yuexiu (Yuexiushan)  |   |           |           |
| Südkorea                                                             | – | Nordkorea | 0:1 (0:1) |
| 8. November 2010 um 19:00 Uhr (12:00 Uhr MEZ) in Panyu (Ying)        |   |           |           |
| Palästina                                                            | – | Jordanien | 0:0       |
| 10. November 2010 um 16:00 Uhr (9:00 Uhr MEZ) in Yuexiu (Yuexiushan) |   |           |           |
| Südkorea                                                             | – | Jordanien | 4:0 (2:0) |
| 10. November 2010 um 19:00 Uhr (12:00 Uhr MEZ) in Panyu (Ying)       |   |           |           |
| Palästina                                                            | – | Nordkorea | 0:3 (0:2) |
| 12. November 2010 um 16:00 Uhr (9:00 Uhr MEZ) in Yuexiu (Yuexiushan) |   |           |           |
| Südkorea                                                             | – | Palästina | 3:0 (2:0) |
| 12. November 2010 um 16:00 Uhr (9:00 Uhr MEZ) in Huadu               |   |           |           |
| Jordanien                                                            | – | Nordkorea | 0:3 (0:1) |

#### Gruppe D
| Pl. | Land     | Sp. | S | U | N | Tore    | Diff. | Punkte |
| --- | -------- | --- | - | - | - | ------- | ----- | ------ |
| 1.  | Katar    | 3   | 2 | 1 | 0 | 004:100 | +3    | 07     |
| 2.  | Kuwait   | 3   | 2 | 0 | 1 | 004:200 | +2    | 06     |
| 3.  | Indien   | 3   | 1 | 0 | 2 | 005:500 | ±0    | 03     |
| 4.  | Singapur | 3   | 0 | 1 | 2 | 001:600 | −5    | 01     |

| 7. November 2010 um 16:00 Uhr (9:00 Uhr MEZ) in Huadu          |   |          |           |
| Kuwait                                                         | – | Indien   | 2:0 (1:0) |
| 7. November 2010 um 19:00 Uhr (12:00 Uhr MEZ) in Panyu (Ying)  |   |          |           |
| Katar                                                          | – | Singapur | 0:0       |
| 9. November 2010 um 16:00 Uhr (9:00 Uhr MEZ) in Huadu          |   |          |           |
| Katar                                                          | – | Indien   | 2:1 (0:1) |
| 9. November 2010 um 19:00 Uhr (12:00 Uhr MEZ) in Panyu (Ying)  |   |          |           |
| Kuwait                                                         | – | Singapur | 2:0 (2:0) |
| 11. November 2010 um 19:00 Uhr (12:00 Uhr MEZ) in Huadu        |   |          |           |
| Indien                                                         | – | Singapur | 4:1 (1:0) |
| 11. November 2010 um 19:00 Uhr (12:00 Uhr MEZ) in Panyu (Ying) |   |          |           |
| Katar                                                          | – | Kuwait   | 2:0 (1:0) |

#### Gruppe E
| Pl. | Land               | Sp. | S | U | N | Tore    | Diff. | Punkte |
| --- | ------------------ | --- | - | - | - | ------- | ----- | ------ |
| 1.  | Ver. Arab. Emirate | 3   | 2 | 1 | 0 | 007:100 | +6    | 07     |
| 2.  | Hongkong           | 3   | 2 | 1 | 0 | 006:200 | +4    | 07     |
| 3.  | Usbekistan         | 3   | 1 | 0 | 2 | 003:400 | −1    | 03     |
| 4.  | Bangladesch        | 3   | 0 | 0 | 3 | 001:100 | −9    | 0      |

| 7. November 2010 um 16:00 Uhr (9:00 Uhr MEZ) in Panyu (Ying)  |   |                    |           |
| Usbekistan                                                    | – | Bangladesch        | 3:0 (2:0) |
| 7. November 2010 um 19:00 Uhr (12:00 Uhr MEZ) in Huadu        |   |                    |           |
| Ver. Arab. Emirate                                            | – | Hongkong           | 1:1 (1:0) |
| 9. November 2010 um 16:00 Uhr (9:00 Uhr MEZ) in Panyu (Ying)  |   |                    |           |
| Ver. Arab. Emirate                                            | – | Bangladesch        | 3:0 (0:0) |
| 9. November 2010 um 19:00 Uhr (12:00 Uhr MEZ) in Huadu        |   |                    |           |
| Usbekistan                                                    | – | Hongkong           | 0:1 (0:0) |
| 11. November 2010 um 16:00 Uhr (9:00 Uhr MEZ) in Huadu        |   |                    |           |
| Hongkong                                                      | – | Bangladesch        | 4:1 (3:1) |
| 11. November 2010 um 16:00 Uhr (9:00 Uhr MEZ) in Panyu (Ying) |   |                    |           |
| Usbekistan                                                    | – | Ver. Arab. Emirate | 0:3 (0:2) |

#### Gruppe F
| Pl. | Land      | Sp. | S | U | N | Tore    | Diff. | Punkte |
| --- | --------- | --- | - | - | - | ------- | ----- | ------ |
| 1.  | Oman      | 3   | 2 | 1 | 0 | 006:100 | +5    | 07     |
| 2.  | Thailand  | 3   | 1 | 2 | 0 | 007:100 | +6    | 05     |
| 3.  | Malediven | 3   | 0 | 2 | 1 | 000:300 | −3    | 02     |
| 4.  | Pakistan  | 3   | 0 | 1 | 2 | 000:800 | −8    | 01     |

| 7. November 2010 um 16:00 Uhr (9:00 Uhr MEZ) in Yuexiu (Provincial)   |   |           |           |
| Malediven                                                             | – | Oman      | 0:3 (0:1) |
| 7. November 2010 um 19:00 Uhr (12:00 Uhr MEZ) in Huangpu              |   |           |           |
| Thailand                                                              | – | Pakistan  | 6:0 (3:0) |
| 9. November 2010 um 16:00 Uhr (9:00 Uhr MEZ) in Yuexiu (Provincial)   |   |           |           |
| Thailand                                                              | – | Oman      | 1:1 (1:1) |
| 9. November 2010 um 19:00 Uhr (12:00 Uhr MEZ) in Huangpu              |   |           |           |
| Malediven                                                             | – | Pakistan  | 0:0       |
| 11. November 2010 um 19:00 Uhr (12:00 Uhr MEZ) in Yuexiu (Provincial) |   |           |           |
| Oman                                                                  | – | Pakistan  | 2:0 (1:0) |
| 11. November 2010 um 19:00 Uhr (12:00 Uhr MEZ) in Huangpu             |   |           |           |
| Thailand                                                              | – | Malediven | 0:0       |

#### Tabelle der Gruppendritten
| Pl. | Land       | Sp. | S | U | N | Tore    | Diff. | Punkte |
| --- | ---------- | --- | - | - | - | ------- | ----- | ------ |
| 1.  | Indien     | 3   | 1 | 0 | 2 | 005:500 | ±0    | 03     |
| 2.  | Usbekistan | 3   | 1 | 0 | 2 | 003:400 | −1    | 03     |
| 3.  | Vietnam    | 3   | 1 | 0 | 2 | 005:800 | −3    | 03     |
| 4.  | Malaysia   | 3   | 1 | 0 | 2 | 002:600 | −4    | 03     |
| 5.  | Malediven  | 3   | 0 | 2 | 1 | 000:300 | −3    | 02     |
| 6.  | Palästina  | 3   | 0 | 1 | 2 | 000:600 | −6    | 01     |

### Finalrunde

#### Achtelfinale
| 15. November 2010 um 16:00 Uhr (9:00 Uhr MEZ) in Yuexiu (Yuexiushan)  |   |            |           |
| Iran                                                                  | – | Malaysia   | 3:1 (0:0) |
| 15. November 2010 um 16:00 Uhr (9:00 Uhr MEZ) in Huangpu              |   |            |           |
| Oman                                                                  | – | Hongkong   | 3:0 (1:0) |
| 15. November 2010 um 19:00 Uhr (12:00 Uhr MEZ) in Tianhe              |   |            |           |
| China                                                                 | – | Südkorea   | 0:3 (0:1) |
| 15. November 2010 um 19:00 Uhr (12:00 Uhr MEZ) in Panyu (University)  |   |            |           |
| Katar                                                                 | – | Usbekistan | 0:1 n. V. |
| 16. November 2010 um 15:30 Uhr (8:30 Uhr MEZ) in Yuexiu (Yuexiushan)  |   |            |           |
| Nordkorea                                                             | – | Vietnam    | 2:0 (1:0) |
| 16. November 2010 um 15:30 Uhr (8:30 Uhr MEZ) in Huangpu              |   |            |           |
| Japan                                                                 | – | Indien     | 5:0 (3:0) |
| 16. November 2010 um 19:00 Uhr (12:00 Uhr MEZ) in Tianhe              |   |            |           |
| Ver. Arab. Emirate                                                    | – | Kuwait     | 2:0 (0:0) |
| 16. November 2010 um 19:00 Uhr (12:00 Uhr MEZ) in Yuexiu (Yuexiushan) |   |            |           |
| Turkmenistan                                                          | – | Thailand   | 0:1 n. V. |

#### Viertelfinale
| 19. November 2010 um 15:30 Uhr (8:30 Uhr MEZ) in Huangpu             |   |            |                      |
| Thailand                                                             | – | Japan      | 0:1 (0:1)            |
| 19. November 2010 um 16:00 Uhr (9:00 Uhr MEZ) in Yuexiu (Yuexiushan) |   |            |                      |
| Ver. Arab. Emirate                                                   | – | Nordkorea  | 0:0 n. V., 9:8 i. E. |
| 19. November 2010 um 19:00 Uhr (12:00 Uhr MEZ) in Tianhe             |   |            |                      |
| Südkorea                                                             | – | Usbekistan | 3:1 n. V. (1:1, 1:0) |
| 19. November 2010 um 19:00 Uhr (12:00 Uhr MEZ) in Huangpu            |   |            |                      |
| Iran                                                                 | – | Oman       | 1:0 (1:0)            |

#### Halbfinale
| 23. November 2010 um 16:00 Uhr (9:00 Uhr MEZ) in Yuexiu (Yuexiushan) |   |                    |           |
| Iran                                                                 | – | Japan              | 1:2 (1:1) |
| 23. November 2010 um 19:00 Uhr (12:00 Uhr MEZ) in Tianhe             |   |                    |           |
| Südkorea                                                             | – | Ver. Arab. Emirate | 0:1 n. V. |

#### Spiel um Bronze
| 25. November 2010 um 15:30 Uhr (8:30 Uhr MEZ) in Tianhe |   |      |           |
| Südkorea                                                | – | Iran | 4:3 (0:2) |

#### Finale
| Vereinigte Arabische Emirate                                                 | Vereinigte Arabische Emirate | Japan | Japan |
| ---------------------------------------------------------------------------- | --- | --- | ----- |
| Vereinigte Arabische Emirate                                                 | \| Finale \| \| 25. November 2010 um 19:00 Uhr (12:00 Uhr MEZ) in Guangzhou (Tianhe Stadium) \| \| Ergebnis: 0:1 (0:0) \| \| Zuschauer: 32.600 \| \| Schiedsrichter: Valentin Kovalenko ( Usbekistan) \|                                                           | \| Finale \| \| 25. November 2010 um 19:00 Uhr (12:00 Uhr MEZ) in Guangzhou (Tianhe Stadium) \| \| Ergebnis: 0:1 (0:0) \| \| Zuschauer: 32.600 \| \| Schiedsrichter: Valentin Kovalenko ( Usbekistan) \|                                                                        | Japan |
| Vereinigte Arabische Emirate                                                 | Ali Khasif – Abdullah Mousa, Ali al-Ameri, Hamdan al-Kamali, Abdulaziz Haikal – Amer Abdulrahman, Theyab Awana (80. Saeed al-Kathiri), Mohamed Fawzi, Omar Abdulrahman – Ahmed Ali, Ahmed Khalil (80. Mohamed al-Shehhi, 86. Haboush Saleh) Cheftrainer: Mahdi Ali | Shunsuke Andō – Yūki Sanetō, Jun Sonoda, Yūsuke Higa, Daisuke Suzuki – Ryōhei Yamazaki (90.+2' Kyōhei Noborizato), Kazuya Yamamura , Kōta Mizunuma, Keigo Higashi (81. Takamitsu Tomiyama), Hotaru Yamaguchi – Kensuke Nagai (90.+4' Masato Kudō) Cheftrainer: Takashi Sekizuka | Japan |
| Vereinigte Arabische Emirate                                                 | 0:1 Sanetō (74.) | | Japan |
| Vereinigte Arabische Emirate                                                 | Nagai (82.), Andō (87.) | | Japan |
| Finale                                                                       | | |       |
| 25. November 2010 um 19:00 Uhr (12:00 Uhr MEZ) in Guangzhou (Tianhe Stadium) | | |       |
| Ergebnis: 0:1 (0:0)                                                          | | |       |
| Zuschauer: 32.600                                                            | | |       |
| Schiedsrichter: Valentin Kovalenko ( Usbekistan)                             | | |       |

### Beste Torschützen
Nachfolgend sind die besten Torschützen des Turnieres aufgeführt. Bei gleicher Anzahl an Toren sind die Spieler alphabetisch sortiert.
| Rang | Spieler          | Tore |
| ---- | ---------------- | ---- |
| 01   | Kensuke Nagai    | 5    |
| 02   | Karim Ansarifard | 4    |
|      | Jalal Hosseini   | 4    |
|      | Park Chu-young   | 4    |
| 05   | Choe Kum-chol    | 3    |
|      | Ahmed Khalil     | 3    |
|      | Koo Ja-cheol     | 3    |

### Schiedsrichter
Beim Männerturnier kamen die folgenden 18 Schiedsrichter aus 17 Ländern zum Einsatz.
- Ben Williams
- Ali Abdulnabi
- Tayeb Shamsuzzaman
- Tan Hai
- Zhao Liang
- Yu Ming-hsun
- Kadhum Auda
- Saeid Mozaffarizadeh
- Minoru Tōjō
- Banjar al-Dosari
- Ali Shaban
- Ali Sabbagh
- Win Cho
- Ibrahim al-Hosni
- Choi Myung-yong
- Valentin Kovalenko
- Mohamed al-Zarouni
- Võ Minh Trí

## Frauenturnier

### Teilnehmer
Die Gruppenauslosung fand am 7. Oktober 2010 statt. Die Mannschaften wurden entsprechend ihren Platzierungen beim letzten Fußballturnier der Asienspiele im November/Dezember 2006 auf vier Lostöpfe verteilt und in eine Gruppe mit vier und eine Gruppe mit drei Mannschaften gelost. Gastgeber China war bereits als Gruppenkopf der Gruppe G gesetzt.
Mit sieben Mannschaften wurde kein neuer Rekord aufgestellt. Außer Chinese Taipei nahmen sonst alle Mannschaften von 2006 wieder teil.
| Gruppe G  | Gruppe H  |
| --------- | --------- |
| China     | Nordkorea |
| Südkorea  | Japan     |
| Vietnam   | Thailand  |
| Jordanien |           |

### Gruppenphase
Die Gruppensieger und -zweiten qualifizierten sich für das Halbfinale, die Drittplatzierten und der Viertplatzierte schieden aus dem Wettbewerb aus. Bei Punktgleichheit zweier oder mehrerer Mannschaften wurde die Platzierung durch folgende Kriterien ermittelt:
1. Tordifferenz aus allen Gruppenspielen
2. Anzahl Tore in allen Gruppenspielen
3. Anzahl Punkte im direkten Vergleich
4. Tordifferenz im direkten Vergleich
5. Anzahl Tore im direkten Vergleich

#### Gruppe G
| Pl. | Land      | Sp. | S | U | N | Tore    | Diff. | Punkte |
| --- | --------- | --- | - | - | - | ------- | ----- | ------ |
| 1.  | Südkorea  | 3   | 2 | 1 | 0 | 011:100 | +10   | 07     |
| 2.  | China     | 3   | 2 | 1 | 0 | 011:100 | +10   | 07     |
| 3.  | Vietnam   | 3   | 1 | 0 | 2 | 004:700 | −3    | 03     |
| 4.  | Jordanien | 3   | 0 | 0 | 3 | 001:180 | −17   | 0      |

| 14. November 2010 um 16:00 Uhr (9:00 Uhr MEZ) in Panyu (University)  |   |           |                  |
| Südkorea                                                             | – | Vietnam   | 6:1 (4:1)        |
| 14. November 2010 um 19:00 Uhr (12:00 Uhr MEZ) in Panyu (University) |   |           |                  |
| China                                                                | – | Jordanien | 10:1 (6:1)       |
| 16. November 2010 um 16:00 Uhr (9:00 Uhr MEZ) in Panyu (University)  |   |           |                  |
| Jordanien                                                            | – | Südkorea  | 0:5 (0:3)        |
| 16. November 2010 um 19:00 Uhr (12:00 Uhr MEZ) in Panyu (University) |   |           |                  |
| China                                                                | – | Vietnam   | 1:0 (0:0)        |
| 18. November 2010 um 1:00 Uhr (1:00 Uhr MEZ) in Panyu (University)   |   |           |                  |
| China                                                                | – | Südkorea  | 0:0, 7:8 i. E. 1 |
| 18. November 2010 um 1:00 Uhr (1:00 Uhr MEZ) in Huangpu              |   |           |                  |
| Vietnam                                                              | – | Jordanien | 3:0 (2:0)        |

Anmerkung

#### Gruppe H
| Pl. | Land      | Sp. | S | U | N | Tore    | Diff. | Punkte |
| --- | --------- | --- | - | - | - | ------- | ----- | ------ |
| 1.  | Japan     | 2   | 1 | 1 | 0 | 004:000 | +4    | 04     |
| 2.  | Nordkorea | 2   | 1 | 1 | 0 | 002:000 | +2    | 04     |
| 3.  | Thailand  | 2   | 0 | 0 | 2 | 000:600 | −6    | 0      |

| 14. November 2010 um 19:00 Uhr (12:00 Uhr MEZ) in Huangpu           |   |           |           |
| Thailand                                                            | – | Japan     | 0:4 (0:2) |
| 16. November 2010 um 19:00 Uhr (12:00 Uhr MEZ) in Huangpu           |   |           |           |
| Thailand                                                            | – | Nordkorea | 0:2 (0:1) |
| 18. November 2010 um 16:00 Uhr (9:00 Uhr MEZ) in Panyu (University) |   |           |           |
| Japan                                                               | – | Nordkorea | 0:0       |

### Finalrunde

#### Halbfinale
| 20. November 2010 um 16:00 Uhr (9:00 Uhr MEZ) in Yuexiu (Yuexiushan) |   |           |                      |
| Japan                                                                | – | China     | 1:0 n. V.            |
| 20. November 2010 um 19:00 Uhr (12:00 Uhr MEZ) in Tianhe             |   |           |                      |
| Südkorea                                                             | – | Nordkorea | 1:3 n. V. (1:1, 0:1) |

#### Spiel um Bronze
| 22. November 2010 um 15:30 Uhr (8:30 Uhr MEZ) in Tianhe |   |       |           |
| Südkorea                                                | – | China | 2:0 (2:0) |

#### Finale
| Nordkorea                                                                    | Nordkorea | Japan | Japan |
| ---------------------------------------------------------------------------- | --- | --- | ----- |
| Nordkorea                                                                    | \| Finale \| \| 22. November 2010 um 19:00 Uhr (12:00 Uhr MEZ) in Guangzhou (Tianhe Stadium) \| \| Ergebnis: 0:1 (0:0) \| \| Zuschauer: 23.300 \| \| Schiedsrichterin: Pannipar Kamnueng ( Thailand) \|                                     | \| Finale \| \| 22. November 2010 um 19:00 Uhr (12:00 Uhr MEZ) in Guangzhou (Tianhe Stadium) \| \| Ergebnis: 0:1 (0:0) \| \| Zuschauer: 23.300 \| \| Schiedsrichterin: Pannipar Kamnueng ( Thailand) \|                                                       | Japan |
| Nordkorea                                                                    | Hong Myong-hui – Choe Yong-sim, Song Jong-sun, Jong Pok-sim – Ho Un-byol, Jo Yun-mi , Ri Ye-gyong, Kim Chung-sim (51. Ri Un-gyong), Jon Myong-hwa (74. Kim Kyong-hwa) – Kim Yong-ae (83. Yun Hyon-hi), Ra Un-sim Cheftrainer: Kim Kwang-min | Nozomi Yamagō – Azusa Iwashimizu, Kyōko Yano, Yukari Kinga (82. Nahomi Kawasumi), Saki Kumagai – Mizuho Sakaguchi, Megumi Kamionobe (64. Aya Sameshima), Aya Miyama , Homare Sawa – Shinobu Ōno (89. Ayako Kitamoto), Megumi Takase Cheftrainer: Norio Sasaki | Japan |
| Nordkorea                                                                    | 0:1 Iwashimizu (73.) | | Japan |
| Nordkorea                                                                    | Jon M. (57.) | | Japan |
| Finale                                                                       | | |       |
| 22. November 2010 um 19:00 Uhr (12:00 Uhr MEZ) in Guangzhou (Tianhe Stadium) | | |       |
| Ergebnis: 0:1 (0:0)                                                          | | |       |
| Zuschauer: 23.300                                                            | | |       |
| Schiedsrichterin: Pannipar Kamnueng ( Thailand)                              | | |       |

### Beste Torschützinnen
Nachfolgend sind die besten Torschützinnen des Turnieres aufgeführt. Bei gleicher Anzahl an Toren sind die Spielerinnen alphabetisch sortiert.
| Rang | Spielerin      | Tore |
| ---- | -------------- | ---- |
| 01   | Ji So-yun      | 5    |
| 02   | Park Hee-young | 3    |
|      | Qu Shanshan    | 3    |
|      | Ra Un-sim      | 3    |

### Schiedsrichterinnen
Beim Frauenturnier kamen die folgenden acht Schiedsrichterinnen aus ebensovielen Ländern zum Einsatz.
- Jacqui Melksham
- Wang Jia
- Sachiko Yamagishi
- Ri Hyang-ok
- Abirami Apbai Naidu
- Hong Eun-ah
- Pannipar Kamnueng
- Mai Hoàng Trang